# HES6
HES6 (англ. Hes family bHLH transcription factor 6) – білок, який кодується однойменним геном, розташованим у людей на короткому плечі 2-ї хромосоми.  Довжина поліпептидного ланцюга білка становить 224 амінокислот, а молекулярна маса — 24 129.
| 10         |  | 20         |  | 30         |  | 40         |  | 50         |
| ---------- |  | ---------- |  | ---------- |  | ---------- |  | ---------- |
| MAPPAAPGRD |  | RVGREDEDGW |  | ETRGDRKARK |  | PLVEKKRRAR |  | INESLQELRL |
| LLAGAEVQAK |  | LENAEVLELT |  | VRRVQGVLRG |  | RAREREQLQA |  | EASERFAAGY |
| IQCMHEVHTF |  | VSTCQAIDAT |  | VAAELLNHLL |  | ESMPLREGSS |  | FQDLLGDALA |
| GPPRAPGRSG |  | WPAGGAPGSP |  | IPSPPGPGDD |  | LCSDLEEAPE |  | AELSQAPAEG |
| PDLVPAALGS |  | LTTAQIARSV |  | WRPW       |  |            |  |            |

A: Аланін

C: Цистеїн

D: Аспарагінова кислота

E: Глутамінова кислота

F: Фенілаланін

G: Гліцин

H: Гістидин

I: Ізолейцин

K: Лізин

L: Лейцин

M: Метіонін

N: Аспарагін

P: Пролін

Q: Глутамін

R: Аргінін

S: Серин

T: Треонін

V: Валін

W: Триптофан

Кодований геном білок за функціями належить до репресорів, білків розвитку. 
Задіяний у таких біологічних процесах як транскрипція, регуляція транскрипції, диференціація, поліморфізм, альтернативний сплайсинг. 
Локалізований у ядрі.